# Un film de chasse de filles
Pour plus de détails, voir Fiche technique et Distribution.
Un film de chasse de filles est un long métrage réalisé par Julie Lambert. Sortie en 2014, filmée dans la province de Québec.

## Synopsis
Julie Lambert rencontre quatre merveilleuses femmes dans l'Abitibi, en Outaouais et dans la région de Drummondville. Elles sont toutes captivées à la chasse. Depuis 25 ans, Florence âgée de 72 ans chasse par ses moyens. La plus jeune, Megane qui a 14 ans enlève les entrailles de ses proies toute seule. Chaque année, Hélène, âgée de 50 ans, apprend huit femmes à la chasse. Jannie qui a 29 ans a affaibli un cerf grâce à son arc. Un film de chasse de filles vous mène dans le monde des femmes passionnées de la chasse et de leurs aventures dans la nature sauvage.

## Fiche Technique
- Titre original: Un film de chasse de filles
- Réalisation: Julie Lambert
- Musique: Uberko
- Direction photo: Julien Fontaine
- Prise de son: Réjean Gagnon
- Montage: Josiane Lapointe
- Conception et mix sonore: Jérôme Boiteau
- Pays de production:  Canada
- Production (structure): Parallaxes
- Diffuseur: Téléfilm Canada
- Langue originale: français
- Format: couleur- 1.85: 1
- Durée: 75 minutes
- Dates de sorties: juillet 2014 (Canada)

## Contexte
Julie s’intéresse aux quatre femmes passionnées de la chasse. Elle cherche à comprendre la raison pourquoi elles sont autant intéressées par cette occupation. Une activité associée généralement aux hommes. Selon la réalisatrice, elle approuve une grande admiration envers ces chasseuses.
« C'est des grandes femmes qui ont été tellement généreuses et tellement naturelles à l'écran qu'elles ont pu nous partager leur passion. »
Cette expérience la pousse à abattre son premier chevreuil. Julie, qui est une végétarienne convertie.

## Distinctions
Ce film documentaire gagne trois prix(Mention honorable, Meilleur premier film et Prix du public) au Festival de cinéma de la ville de Québec. Il fait l'ouverture du festival du film documentaire Vues sur mer de Gaspé,.